# اوتل آیشر
اوتل آیشر (انگلیسی: Otl Aicher; ۱۳ مهٔ ۱۹۲۲ – ۱ سپتامبر ۱۹۹۱) یک طراح اهل آلمان بود.